# Slaget vid Tabor (Bibliskt slag)
Slaget vid Tabor skall ha ägt rum i mitten av 1100-talet f.Kr. innan Israel och Juda bildades som kungadömen. Slaget nämns endast i Bibeln samt Toran och stod mellan kananiter ledda av kung Jabin av Hazors främste befälhavare Sisera och en koalition av israelitiska stammar ledda av Barak och Debora. Slaget beskrivs i domarboken kapitel 4 och 5.

## Den bibliska berättelsen

### Bakgrund
På 1100-talet f.Kr. uppstod en konflikt mellan kananiterna och israeliterna gällande Jezreelslätten. Israeliterna hade ännu inte tagit sig in på själva slätten men två av deras stammar, Naphtali och Zebulon, hade land som gränsade till Taborberget som låg vid dalens nordvästra sida. Jabin insåg det potentiella hot som israeliterna utgjorde och skickade en armé under sin befälhavare Sisera som började plundra israeliternas land. Siseras armé var långt större än vad israeliterna kunde uppbåda med över 20 000 man och 900 stridsvagnar av järn. De israelitiska stammarna tvingades därmed dra sig tillbaka.
Under samma tid var profetissan Debora en av domarna (ledarna) för det israeliska folket. Hon tillkallade generalen Barak och sa till honom att Gud befallde honom att samla en armé och bege sig till Taborberget för att möta kananiterna och att Gud skulle "Ge dem till Baraks makt". Barak var tveksam och sa att han endast skulle ge sig ut på ett sådant fälttåg om Debora själv följde med honom. Debora gick med på det men sa att Barak då "inte skall få äran att dräpa Sisera, istället skall den äran tillfalla en kvinna". Debora och Barak samlade en armé av 10 000 krigare från stammarna Naphtali och Zebulon vid Kedesh och begav sig sedan mot Tabor.

### Slaget
Under israeliternas marsch mot Tabor fick Sisera reda på att de var på väg. Han skyndade sig med sin armé till Kishonfloden nära Tabor. Där ställde han upp sin armé och inväntade den israeliska ankomsten. Vad som hände när striden väl började berättas inte, men enligt Bibeln fick Gud kananiterna att drabbas av panik och fly redan i ett tidigt skede. Israeliterna jagade efter den flyende armén och dräpte dem alla. Sisera själv lämnade sin stridsvagn och sökte skydd i ett tält tillhörandes Yael som var hustru till keniten Heber. Keniterna var inte i krig med kananiterna och Yael lovade Sisera att han fick gömma sig i tältet och gav honom mjölk att dricka. Sisera somnade sedan och Yael mördade honom då med en tältpinne som hon slog in i hans huvud. När Barak kom till platsen hade Deboras profetia därmed gått i uppfyllelse och Sisera hade dräpts av en kvinna.